# Убийства в Чайна Лейк
«Убийства в Чайна-Лейк» (также известен как «Убийства на китайском озере»; англ. The China Lake Murders) — американский телевизионный триллер 1990 года. Картина основана на короткометражном фильме режиссёра Роберта Хармона «Чайна-Лейк» 1983 года.

## Сюжет
Сэм Броуди (Скерритт) заступает на пост шерифа маленького калифорнийского городка Чайна-Лейк, расположенного в пустыне Мохаве, неподалёку от границы с Аризоной. На новой должности он начинает вести расследование серии исчезновений и убийств, происходящих на протяжении уже нескольких лет в одно и то же время года в окрестностях местного шоссе. В этом деле Броуди находит поддержку в лице великодушно согласившегося помочь ему лос-анджелесского полицейского Джека Доннелли (Паркс), который очередное лето проводит свой отпуск в Чайна-Лейк. Они хорошо ладят, но после гибели его собственного заместителя у Сэма возникают подозрения о причастности Доннелли к преступлениям.

## В ролях
- Том Скерритт — шериф Сэм Броуди,
- Майкл Паркс — Джек Доннелли,
- Нэнси Эверхард[англ.] — Синди,
- Лорен Тьюис — Китти,
- Билл Маккинни — капитан Ферри,
- Лонни Чепмен[англ.] — Уоллес,
- Джей Си Куинн — Бен,
- Дэвид Кроули — командир патруля[1].

## Популярность
По данным рейтинговой системы Нильсена, фильм, вышедший 31 января 1990 года на канале USA Network, получил 8,4 балла, что стало рекордным значением в истории кабельного телевидения, — его смотрели 13,5 % от числа всех американских телезрителей на момент показа (ок. 4,3 миллиона домов). Рекорд удерживался до премьеры вестерна «Под перекрёстным огнём» в телесети TNT в январе 2001 года, получившего рейтинг 9,6 (7,7 млн домов; 13,2 % зрителей).

## Реакция критиков
Критики отмечают впечатляющий, перекликающийся с внутренней опустошённостью героев (в особенности офицера Доннелли) антураж пустыни, обеспеченный операторской работой Джеффри Шаафа и местом съёмок в районе национального парка Джошуа-Три. Автор публикации в газете Orlando Sentinel, кроме того, выделяет и фактурность внешности исполнителей двух главных ролей.
Критик Рик Коган из газеты Chicago Tribune говорит о крепком исполнении Томом Скерриттом роли шерифа Броуди, однако рецензенты журналов The Hollywood Reporter и People сходятся во мнении, что его образ всё же недостаточно проработан, поверхностен. Брюс Бейли из The Hollywood Reporter здесь уточняет, что тот в основном лишь выполняет задачу по привнесению героического архетипа и время от времени предстаёт «Коломбо американских пустошей». Тем не менее, по мнению Бейли, романтическая линия между Броуди и его секретаршой Синди (Нэнси Эверхард) прописана довольно хорошо; при этом другие критики находят её отвлекающей от взаимоотношений двух центральных персонажей, банальной и несколько чужеродной.
Обозреватель газеты Orlando Sentinel проводит параллели между кинокартиной и романом Ф. М. Достоевского «Преступление и наказание», указывая на то, что Доннелли начинает считать свои действия добродетельными, а Броуди, в свою очередь, постепенно загоняет его в угол. Также журналистом выдвигается предположение, что полицейский сам тайно хочет быть пойман. По мнению Рика Когана из Chicago Tribune, фильм имеет схожие черты с экранизациями подобных реальных событий, при этом в общем впечатлении от киноленты отсутствие привычных для зрителя в таких случаях фактологических отсылок компенсируется сильной актёрской игрой Майкла Паркса. В то же время обозреватель журнала People Дэвид Хилдбрандт, сравнивая гипотетический результат с творчеством автора детективных романов Джима Томпсона, замечает, что персонажу Паркса в фильме могло бы быть уделено и больше внимания, а обратное, на его взгляд, нанесло ущерб напряжённости действия.
Концовку картины характеризуют как драматически оправданную, однако предсказуемую и в целом типичную для такого сюжета. С точки зрения Брюса Бейли, в фильме нет мощного посыла, но так или иначе заложенные в него идеи преподносятся в чистом виде.